# آ
El álif maddah (آ) es un álif doble utilizado en el alfabeto árabe para expresar una parada glótica y una vocal larga. Esencialmente, es lo mismo que la secuencia أا (final ـآ ), transcrito 'ā pronunciado /ʔaː/.
La escritura de álif maddah ha acabado por volverse un estándar para un hamza seguido de una ā larga que se escribe como dos álif, uno vertical y otro horizontal. El álif "horizontal" sería el signo de maddah.

## Ejemplo
Un ejemplo de álif maddah es آخر ākhir (/ʔaːxir/) que significa "último". 

## Uso
En idioma ormuri آ representa una vocal abierta anterior no redondeada larga [ā], en oposición ا representa una vocal media central [ə].

## Unicode
Madda era una combinación de álif.
| Punto de código Unicode | U+0622                              | U+0653              |
| Unicode-Name            | ARABIC LETTER ALEF WITH MADDA ABOVE | ARABIC MADDAH ABOVE |
| HTML                    | &#1570;                             | &#1619;             |
| ISO 8859-6              | 0xc2                                |                     |